# Biblioteca Nacional Libanesa
A Biblioteca Nacional do Líbano (em árabe: المكتبة الوطنية, francês: Bibliothèque nationale du Liban), localizada em Beirute, é a biblioteca nacional do Líbano. Fechou ao público em 1979 devido à Guerra Civil Libanesa, e suas coleções sobreviventes foram armazenadas. A restauração de seus volumes e o planejamento de um novo site começaram em 1999.

## História
A biblioteca foi fundada em 1921, com uma doação do visconde Philippe de Tarrazi de vinte mil livros, muitos manuscritos raros e as primeiras edições de jornais nacionais. As instruções de De Tarazi eram que sua doação deveria formar "o núcleo do que deveria se tornar a Grande Biblioteca de Beirute".  Foi colocado sob a supervisão do Ministério da Educação Nacional em 1922. Mudou-se para o edifício do Parlamento libanês em 1937.
O governo libanês decretou em 1924 que uma cópia de todos os livros impressos no Líbano deve ser submetida e também forneceu à biblioteca uma equipe de oito funcionários. Uma lei formal de depósito de direitos autorais foi promulgada em 1949 e alterada em 1959, mas nunca foi aplicada. O governo também falhou em fornecer à biblioteca um bibliotecário qualificado ou em definir claramente seus objetivos.
A biblioteca foi bombardeada e saqueada repetidamente durante a Guerra Civil Libanesa. Ao mesmo tempo, tinha uma coleção de 100.000 volumes e 2.000 manuscritos raros; um número desconhecido deles foi queimado ou roubado. Em 1979, o prédio foi fechado e os manuscritos e documentos sobreviventes foram armazenados nos Arquivos Nacionais, e os livros impressos modernos foram armazenados em um prédio separado entre 1982 e 1983.  A Biblioteca Nacional Libanesa só existia em nome durante os anos 90.
Em 1998, um apelo apaixonado pela Biblioteca Nacional do Líbano em Beirute é publicado pela Associação Libanesa de Antiquários no Líbano, sob a assinatura de Jean-Pierre Fattal. Um movimento de simpatia está surgindo em favor do projeto.
No ano seguinte, a Comissão Europeia decide enviar uma missão de estudo a Beirute para ajudar o governo libanês. Esta missão é imediatamente seguida por uma exposição intitulada "memória coletiva", apresentada no Museu Sursock, na capital libanesa. Seu objetivo era focalizar a importância do projeto de reabilitação de bibliotecas. O governo libanês decide então instalar a Biblioteca Nacional na Faculdade de Direito da Universidade Libanesa, no distrito de Sayaneh, de acordo com os planos estabelecidos pelo arquiteto Jean-Marc Bonfils.

O planejamento de um novo site para a Biblioteca Nacional começou em 1999. O objetivo era que a biblioteca contivesse tudo o que é publicado no Líbano (cerca de 2.000 livros por ano) e todas as publicações sobre o Líbano e o mundo árabe.  O projeto, que também envolveu a restauração da coleção, foi estimado em US $ 7 milhões, dos quais US $ 1,5 milhão foram doados pela União Europeia e o restante prometido por outros governos e doadores privados.  Em 2006, mais de 3.000 volumes foram restaurados. A coleção foi novamente ameaçada durante a Guerra do Líbano em 2006 por bombardeios israelenses perto de suas instalações de armazenamento no porto de Beirute. 